# Nino Tempo & April Stevens
Nino Tempo & April Stevens was een zangduo uit de Verenigde Staten. Het duo bestond uit Nino Tempo (echte naam: Antonino Bart Lo Tempio) (Niagara Falls (New York), 6 januari 1935 – West Hollywood (Californië), 10 april 2025) en zijn oudere zuster April Stevens (echte naam: Carol Vincenette Lo Tempio) (Niagara Falls (New York), 29 april 1929 – Scottsdale (Arizona), 17 april 2023).
In het begin van de jaren 60 behaalden zij hun grootste successen met onder andere "Deep Purple" (1963). Met deze song behaalden zij op 16 november 1963 de eerste plaats van de Billboard top 100 en wonnen hiermee een Grammy Award in de categorie "best rock & roll record of the year".
In 1964 deden zij mee aan het Festival van San Remo en kwamen wel in de finale, maar de uiteindelijke winnares werd toen Gigliola Cinquetti met Non ho l'età, die daarmee naar het Eurovisiesongfestival ging en ook dat won.

## Discografie (selectie)
Lp's
- Nino Tempo's Rock 'N Roll Beach Party (1956)
- A Nino Tempo-April Stevens Program - Nino Tempo (kant 1) & April Stevens (kant 2)
- Teach Me Tiger (1959)
- Deep Purple (1963)
- Nino And April Sing The Great Songs (1964)
- Hey Baby! (1966)
- All Strung Out (1966)
- Come See Me ‘Round Midnight - Nino Tempo & 5th Avenue Sax
- Love Story And Their Hits Of Yesterday, Today And Tomorrow - Nino Tempo & April Stevens

Singles (45 rpm, vinyl)
- Love Story (1973)

- Deep Purple (1963)
- Teach Me Tiger (1959)
- Sweet and Lovely (1962)
- I'm Confessin' (That I Love You) (1964)
- Stardust (1964)
- Tea For Two (1964)
- Whispering (1964)
- All Strung Out (1966)
- I Can't Go On Livin' Baby Without You (1967)
- (Where Do I Begin?) Love Story (1972)